# Lingensiepen
Lingensiepen ist eine Hofschaft in Halver im Märkischen Kreis im Regierungsbezirk Arnsberg in Nordrhein-Westfalen (Deutschland).

## Lage und Beschreibung
Lingensiepen liegt nordwestlich des Halveraner Hauptortes auf 384 über Normalnull auf einem Höhenzug zwischen den Tälern des Löhbachs und des Rehbrauckbachs, beides Zuflüsse der Ennepe. Der Ort ist über Nebenstraßen erreichbar, die von der Bundesstraße 229 oder der Landesstraße 528 abzweigen und weitere Ortschaften im Areal anbinden. Nachbarorte sind Becke, Brenscheid, Auf den Kuhlen, Edelkirchen, Löhbach und Beisen. Südlich erhebt sich der Brenscheider Berg mit einer Höhe von 401 Metern über Normalnull.

## Geschichte
Lingensiepen entstand im Jahr 1878 als ein Abspliss von Edelkirchen.